# Luběnice
Luběnice település Csehországban, a Olomouci járásban. Luběnice Těšetice, Slatinice, Lutín, Ústín és Hněvotín településekkel határos. Lakosainak száma 500 fő (2024. január 1.).

## Népesség
A település lakosságának változását az alábbi diagram mutatja:
| Lakosok száma | 283  | 421  | 502  | 485  | 475  | 436  | 448  | 474  | 466  | 500  |
|               | 1869 | 1900 | 1921 | 1961 | 1980 | 2011 | 2016 | 2019 | 2021 | 2024 |